# Nae Ionescu
Nae Ionescu, nascido Nicolae C. Ionescu (Brăila, 16 de junho de 1890 – Miercurea Ciuc, 15 de março de 1940) foi um filósofo, lógico, matemático, professor e jornalista romeno. Quase no fim da sua carreira, nos anos que antecederam a Segunda Guerra Mundial, ele se tornou conhecido como antissemita e por suas ligações com a extrema direita.

## Vida
Nascido em Brăila, Ionescu estudou Letras na Universidade de Bucareste até 1912. Após a sua graduação, foi indicado como professor do prestigiosos Liceu Matei Basarab, em Bucareste. Quando a Primeira Guerra Mundial começou, foi para a Alemanha para estudar na Universidade Georg August em Göttingen. A România entrou na guerra ao lado da Entente, o que o impediu de retornar. Obteve seu doutorado em filosofia em 1919 pela Universidade de Munique. Sua tese se intitulava Die Logistik als Versuch einer neuen Begründung der Mathematik ("A Lógica formal como
tentativa de nova fundamentação para a matemática").
De volta à România, Ionescu foi assistente de Constantin Rădulescu-Motru no Departamento de Lógica e Teoria do Conhecimento da Universidade de Bucareste
Os trabalhos acadêmicos de Ionescu não foram muitos - alguns artigos sobre lógica, alguns prefácios e uma série de artigos publicados no jornal Predania (1937–1938). No entanto, sua influência, de 1922 a 1940 foi imensa. Seus ensinamentos e seus escritos suscitaram um renovado interesse na Metafísica e na Filosofia da Religião, na Romênia. Embora ele fosse basicamente um lógico, procurou entender todas as formas da atividade humana. Segundo Ionescu, o filósofo deve considerar não só a expressão teórica do pensamento ao longo da história — da religião à lógica e à ciência — mas também o significado das suas criações - no artesanato, nas artes, nas biografias, nos eventos políticos, etc. Ele aproximou a história da lógica e a história da metafísica e da religião, como uma tipologia do espírito humano. Tal tipologia era por ele considerada como uma produção da história e, em última instância, da vida. Isto parece implicar uma radical historicização das atividades mentais, porém Deus, para Nae Ionescu, está presente na História através da encarnação. Ademais, o ser do homem se realiza completamente na morte, e a morte é sobretudo transcendência.
Personalidade carismática e intelectual influente em sua época, teve um profundo efeito sobre uma geração de pensadores romenos - a chamada geração de 1927 - primeiro pelos seus estudos de Religião Comparada, filosofia e misticismo, e, mais tarde, pelo seu nacionalismo e suas posições políticas de extrema direita. Dentre as personalidades influenciadas por Ionescu, figuram Eugène Ionesco, Constantin Noica, Mircea Eliade, Emil Cioran, Mihail Sebastian, Mircea Vulcănescu, Constantin Noica, Arşavir Acterian, Stelian Mateescu, Jeni Acterian e Petre Ţuţea. Sua escola de pensamento, existencialista e parcialmente mística foi chamada Trăirismo e apresentava vários pontos com a ideologia da Guarda de Ferro. A conexão se tornou mais evidente quando muitos seus seguidores também se associaram àquela organização, embora o próprio Ionescu fosse mais reservado com relação a ela.
Ionescu foi editor chefe (1924-1928)e diretor (1928-1934) do influente jornal Cuvântul, no qual publicou mais de 1 000 artigos sobre religião, política e problemas econômicos. Por muito tempo o jornal foi apoiado pelo rei da Romênia, Carlos II - o maior rival da Guarda de Ferro. Posteriormente Ionescu acabou se afastando da monarquia e do círculo próximo ao rei. O antissemitismo foi um fator decisivo nessa mudança de lealdade: em seu diário, o escritor judeu Mihail Sebastian descreve o período em que a hostilidade de Ionescu cresceu, bem como as razões que a animavam. Durante o período em que Sebastian e Ionescu ainda se falavam, o filósofo concordou em escrever o prefácio do livro de Sebastian De două mii de ani... ("Há dois mil anos..."). Porém o texto, com várias declarações antissemitas, chocou Sebastian, que "amava e admirava" Ionescu. Mircea Eliade lembra do incidente na sua autobiografia:
"Judá sofre porque precisa sofrer," escreveu Nae. E explicou o porquê: os judeus tinham se recusado a reconhecer Jesus Cristo como o seu Messias. Este sofrimento refletiu-se na história, de certo modo, no destino do povo hebreu, que, precisamente por ter rejeitado o Cristianismo, não poderia ser salvo. Extra Ecclesiae nulla salus".
Eliade observou que este incidente marcou um ponto de inflexão na trajetória de Ionescu, que, no fim dos anos 1920 sugeriu a Eliade, então seu aluno, que ele fora tentado a desistir do jornalismo e da política, para se devotar inteiramente aos estudos hebraicos. Quanto a Sebastian, embora desgostoso pelo incidente, manteve o prefácio de Ionescu no livro.
No final da década de 1930, envolveu-se em uma polêmica com Rădulescu-Motru, de quem era assistente, o qual começou a criticar suas posições favoráveis à Guarda de Ferro, assumidas no Cuvântul. Em carta a Mircea Eliade, em 1938, Rădulescu-Motru acusa Ionescu de várias práticas contrárias à atividade acadêmica, incluindo o uso das aulas de lógica para promover "uma espécie de misticismo diletante".
Segundo Laura Pavel, o controverso mentor da geração de 1927, cuja proverbial "espontaneidade" na condução das aulas era de fato resultante de um hábil domínio de palco, exercia verdadeiro fascínio sobre seu jovens prosélitos, com sua soberba inteligência e encanto. Um retrato do professor Ionescu, visto como um personagem mefistofélico, atormentado pela ansiedade e por paradoxos existenciais, é traçado por seu discípulo, Mircea Eliade, tanto no romance Gaudeamus como em suas Memórias. Nae Ionescu é também o modelo de vários outros personagens literários, como o Ghita Blindaru de De mii de doua ani, de Mihail Sebastian, e o Lógico do Rinoceronte de Ionesco.

### Prisão e morte
Após as medidas enérgicas de Carlos II contra a Guarda de Ferro, Nae Ionescu e seus discípulos foram cercados e presos em uma prisão provisória em Miercurea Ciuc. A experiência acabou com a sua frágil saúde e ele morreu logo depois, supostamente de ataque cardíaco ou, segundo algumas fontes, envenenado pelos serviços secretos.

## Publicações
Uma edição póstuma, completa, dos trabalhos filosóficos de Ionescu, em doze volumes, foi anunciada durante a Segunda Guerra Mundial, porém apenas três volumes foram publicados: Istoria Logicei (Bucareste, 1941) e Metafísica, em dois volumes (Bucareste, 1942–1943). Novas edições de vários trabalhos do autor foram lançadas nos anos 1990, por Marin Diaconu e Humanitas Press, de Bucareset, destacando-se: Curs de metafizica (2 volumes, 1991 e 1995), Curs de istorie a logicii (1993) e Curs de logica (1993).

### Livros sobre Nae Ionescu
- CALINESCU, Matei. The 1927 Generation in Romania: Friendship and Ideological Choices (Mihail Sebastian, Mircea Eliade, Nae Ionescu, Eugène Ionesco, E. M. Cioran). East European Politics and Societies 15 (3) (2001): 649–677.

- MÜLLER, Hannah. "Mircea Eliade und Nae Ionescu. Der Schüler und sein Meister." Zeitschrift für Religionswissenschaft 12 (1) (2004): 79–98.

- BRADATAN, Costica. O Introducere la istoria filosofiei românesti în secolul XX. BucarestE: Romanian Cultural Foundation Press, 2000.